# Heimo Gastager

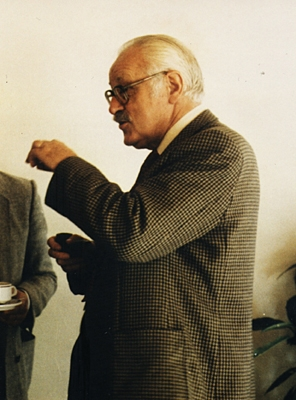
Heimo Gastager

Heimo Gastager (* 18. Mai 1925 in Salzburg; † 29. März 1991 in Mattsee) war Reform-Psychiater und Universitätsprofessor.

## Leben
Gastager wurde 1925 in Salzburg geboren. Nach der Matura wurde er zum Kriegsdienst eingezogen und im Zweiten Weltkrieg verwundet. Nach Kriegsende war er fast ein Jahr in amerikanischer Kriegsgefangenschaft in Italien. Sein Studium in Wien finanzierte sich Gastager durch Übersetzungen (Italienisch, Spanisch). Nach dem Abschluss des Medizinstudiums arbeitete er zunächst als unbezahlter Gastarzt an der Wiener psychiatrischen Universitätsklinik („Klinik Hoff“). 1956 heiratete er die Wiener Lehrerin und Psychologiestudentin Susanne Lettmayer. Im Laufe der Jahre kamen fünf Töchter und ein Sohn zur Welt. 1962 wurde in Salzburg die Leitung der damaligen „Heil- und Pflegeanstalt“ vakant. Diese Anstalt war zwar nicht mehr der mittelalterliche „Narrenturm“ – es gab bereits Formen von Arbeitstherapie: so wurde zum Beispiel eine Landwirtschaft betrieben. Doch im Prinzip war es eine Anstalt, in die die „Patienten“ weggesperrt wurden. Sie war geschlossen. Zwangsjacken waren an der Tagesordnung. Einmal drinnen hatte der Patient kaum Chancen sie wieder zu verlassen. Gastager hatte sich schon früh für die Entwicklung der Psychiatrie in anderen Ländern interessiert (Studienaufenthalte mit seiner Frau in England und den Niederlanden). Hatte man im deutschen Sprachraum zwar die neuen Möglichkeiten einer medikamentösen Behandlung in der Psychiatrie aufgegriffen, so blieb doch die dynamische Persönlichkeitsentwicklung weitgehend unbeachtet.

## Öffnung der Psychiatrie
Gastager erhielt 1962 unter der Direktion von Gerhart Harrer das Primariat der psychiatrischen Aufnahmeabteilung, das er bis zu seiner Pensionierung Ende 1990 innehatte.
In Salzburg ereignete sich nun vieles: zunächst wurde der alten „Anstalt“ Spitalsstatus zuerkannt. Der neue Name „Landes-Nervenklinik“ trug zur Entschärfung des Images der Irrenanstalt bei. Die Türen wurden weitgehend geöffnet. Die Patienten bekamen Gabel und Messer in die Hand. (Bis dahin war die Angst zu groß: „Irre“ können doch nicht mit einem Messer bewaffnet werden!) Der Patient wurde als Mensch angesehen. Kreative Aktivitäten gehörten bald zum Klinikalltag: Musik-, Mal-, Bastel-, Psychodramatherapie. Die Zahl der Zwangsaufnahmen konnte in kurzer Zeit drastisch gesenkt werden. Die Dauer der stationären Aufenthalte wurde kürzer. Dies vor allem deswegen, weil es nicht mehr ausschließlich eine Entlassung mit Revers gab. Dieser überforderte häufig die Angehörigen, da mit ihm die Verantwortung für den Patienten in ihre Hände gelegt wurde. Dadurch kam es oft unnötig zu jahrelangen stationären Aufenthalten.

## Familiendynamik – Phänomenologie
Das Reformwerk Gastagers – immer wieder anerkannt als „Salzburger Weg der Psychiatrie“ – wäre trotz aller äußeren Umstellungen wie oben angeführt nicht möglich gewesen ohne den Gesichtspunkt der „dynamischen Psychiatrie“, wie ihn Gastager in seiner wissenschaftlichen wie in seiner praktischen Alltagsarbeit entwickelte:
Die Rehabilitation des psychiatrischen Patienten – als Wiedereingliederung in die Gesellschaft – ist nicht möglich ohne umgreifende Kenntnis und Berücksichtigung seines Werdens. Wer ist er, wie ist er geworden und wie waren seine Eltern, wie war seine Kindheit, welche Erwartungen sollte er erfüllen?
Gastager studierte schon in Wien 400 schizophrene Patienten nach diesen Gesichtspunkten und verfasste nach diesen Studien seine Habilitationsarbeit: Die Rehabilitation des Schizophrenen.
Eine der bedeutendsten aus der Fülle interessanter Ergebnisse: die „familiendynamische Position“ des späteren Patienten in seiner Kindheit hat signifikanten Einfluss auf seine späteren Rehabilitationschancen: stand er in „zentraler Position“ bei seinen Eltern, das heißt, waren die Erwartungen an ihn sehr hoch, so sind seine Rehabilitationschancen deutlich geringer als bei Kindern in „peripherer Position“, man könnte sagen in einer „ganz normalen“ Eltern-Kind-Beziehung. Ganz schlechte Chancen allerdings haben Kinder in einer „Prügelknabenposition“.
Diese und andere Erkenntnisse seiner Forschungsarbeit überzeugten Gastager von der Notwendigkeit einer multifaktoriellen Diagnostik der Schizophrenie (persönlichkeits-, familien- und soziodynamisch). Ergebnisse solcher Art erforderten das Erstellen und Berücksichtigen von „Lebensgeschichten“, also weit mehr als „normale“ Krankengeschichten. Sie erfordern auch eine spezielle Art der Therapie. Gastager zog daraus schon in Wien therapeutische Konsequenzen. Zusammen mit Raoul Schindler führte er dort die sogenannte „bifokale Gruppentherapie“ für junge Schizophrene und deren Eltern ein, weil er die Bedeutung der Familiendynamik für den Patienten schon damals erkannte: eine Gesprächsgruppe für den – meist jungen – Patienten, eine andere für dessen Eltern.

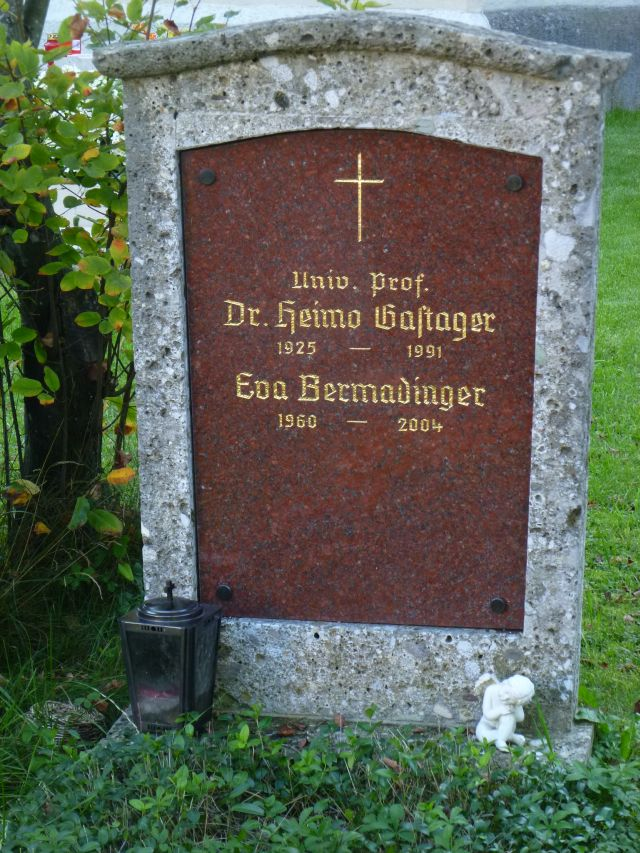
Heimo Gastagers Grabstein am Friedhof in Mattsee

## Wissenschaftliche Arbeit an der Universität Salzburg
Dreierseminar Caruso – Gastager – Revers
Wissenschaftlich orientiert war Gastager in dieser Hinsicht an der phänomenologischen Psychologie: Ey Henry: „das Bewußtsein“, Maurice Merleau-Ponty: „Phänomenologie der Wahrnehmung“ und andere. Diese sehr persönlichkeitsorientierte Psychologie konnte neue Aspekte in die Schizophrenieforschung bringen.
An der damals neu gegründeten Salzburger Universität ließ der Ordinarius für Psychologie, Wilhelm Josef Revers, diesen Ideen breiten Raum, und er gab selbst dazu eine ganze Schriftenreihe heraus. Gastager erhielt einen Lehrauftrag für Psychopathologie.
Dazu stieß aus Wien Igor Caruso, der einen eigenständigen Zweig der Psychoanalyse begründet hatte (Wiener Arbeitskreis für Tiefenpsychologie). Gastager war schon in Wien sein Schüler und Freund gewesen.
Das Triumvirat Caruso – Gastager – Revers bildete bald an der Uni Salzburg einen Anziehungspunkt für Studenten aus dem In- und Ausland, vor allem aus Deutschland. Konnte man doch hier eine Psychologie studieren, die tief im Menschlichen fundiert war und über die damals übliche vorherrschende Experimentalpsychologie weit hinausging.
Das sogenannte „Dreierseminar“ (Caruso, Gastager, Revers) griff noch dazu soziale Themen auf und wurde so zur Anlaufstelle der 68er-Generation. Es entstanden daraus konkrete soziale Aktivitäten, die zum Teil heute noch wirksam sind (siehe unten).

## Sozialpsychiatrie
Eine grundlegende Auffassung Gastagers war die, dass eine Aufnahme in die Psychiatrische Klinik selten allein krankheitsbedingt ist, sondern immer auch einen familiären oder sozialen Anlass hat. Daher ist Familientherapie und Sozialpsychiatrie so bedeutsam. Eine Serie von Dissertationen erhärteten diese Auffassung. Die erste davon befasste sich mit dem Thema Schwachsinn (Susanne Gastager, Schwachsinn und Gesellschaft, Jugend und Volk 1973), wobei an vielen Fallbeispielen gezeigt werden konnte, dass immer ein sozialer Anlass zur psychiatrischen Aufnahme führt. Dies konnte in der Folge auch für andere Diagnosegruppen nachgewiesen werden.
Aus diesem umfassenden Ansatz heraus entstand 1973 das Buch Die Fassadenfamilie (Heimo und Susanne Gastager) – dank des wachen Interesses des Kindlerverlages eines der ersten deutschsprachigen Bücher zur Familientherapie. Hier werden diese Gesichtspunkte der familiendynamischen und gesellschaftlichen Beziehungen auch auf andere Diagnosegruppen ausgeweitet und auch ganz allgemein gesellschaftlich gesehen: der Patient, der Mensch überhaupt, eingebettet in seine familiären und sozialen Bezüge.

## Therapeutische Gemeinschaft
Ein besonders wichtiges Ziel war für Gastager die sogenannte „therapeutische Gemeinschaft“, ein Begriff aus England: im Mittelpunkt soll der Patient stehen, um ihn herum in einer horizontalen Ordnung das therapeutische Team – vom Primararzt bis zum Reinigungspersonal (letzteres übrigens aufgrund der zunehmenden Anzahl an „ausländischen“ Patienten wichtig zur Überwindung von Sprachbarrieren). Horizontal, man könnte sagen: demokratisch, gleichgeordnet. Nicht wie notwendigerweise in der Unfallchirurgie vertikal-autoritär. Wie man sich leicht vorstellen kann, ist es Gastager nur teilweise gelungen, dieses Ziel – die Überwindung der Kluft zwischen den einzelnen Berufsgruppen – zu erreichen: in zahlreichen „Stationskonferenzen“, in zur Tradition gewordenen „Schiseminaren“: mehr oder weniger Betriebsausflüge – tagsüber wurde Schisport betrieben, abends gab es Seminare. Dabei waren Ärzte, Schwestern, Pfleger, Psychologen, Sozialarbeiter etc.

## Boden für neue Initiativen und Vereine
Dass all diese Arbeit im praktischen Bereich nur mühsam und gegen massive Widerstände von „oben“ wie von „unten“ durchgezogen werden konnte, ist verständlich. Unter Landeshauptmann Hans Lechner, der sich die Mühe machte, Gastagers Reformvorschläge eingehend zu studieren, konnte einiges an flankierenden Maßnahmen verwirklicht werden. Einerseits wurden von der Klinik selbst Außenstellen eingerichtet (Außenfürsorge, sozialmedizinischer Dienst, Krisenintervention). Andererseits konnten in einem liberalen und offenen Klima Initiativen entstehen und gedeihen: es wurden teilweise von Angehörigen, teilweise von anderen engagierten Menschen zahlreiche Vereine gegründet:
- 1966: Österreichische Gesellschaft für Sexualaufklärung und verantwortungsbewusste Elternschaft (heute: Österreichische Gesellschaft für Familienplanung)
- 1970: Lebensberatung
- 1971: Verhaltenstherapie (erste Station in Österreich)
- 1974: Pro Mente Infirmis
- 1974: Sozialmedizinischer Dienst
- 1975: Erwachsenenhilfe
- 1975: Krisenintervention
- 1977: erstes Übergangsheim
- 1978: Jugendpsychiatrie
- 1978: Sozialzentrum
- 1979: Treffpunkt
- 1979: Verein Jugendhilfe
- 1983: Laube
- 1983: Drogenambulanz
- 1985: Angehörigenverein
- 1986: Psychosomatische Ambulanz
- 1987: Psychohygienebeirat
- 1988: Patientenverein